# ثور دخت
ثور دخت (به انگلیسی: Thor Girl)یک شخصیت خیالی قهرمان است که در کتب کامیک مارول کامیکس وجود دارد؛ و برای اولین بار، در شمارهٔ ۲۲ مجلهٔ ثور جلد 2 (Thor vol. 2) در اوت ۲۰۰۰ معرفی شد. در بعضی افسانه ها آمده است که ثوردخت دختر ثور بوده و از رابطه ی او با لوکی (لوکی خود را به شکل زنی درآورده بود و او را فریب داده بود) از مغز لوکی به دنیا آمده است که اکثراً با نام های ثوریتا،ثارین،آسگاردلس،همرلس و همریت شناخته شده، در افسانه ها آمده که او حتی از اودین هم قوی تر است و هنگامی که به دنیا آمد به دلیل خرابکار های زیاد در آسگارد او را به میدگارد تبعید کردند ولی در سن ۱۴ سالگی ثور به دیدن او آمد و همه چیز را به او توضیح دادند بنابراین او به آسگارد برگشت و پس از فوت پدرش بر تخت نشست.